# Sa (kana)
Sa (romanização do hiragana さ ou katakana サ) é um dos kana japoneses que representam um mora. No sistema moderno da ordem alfabética japonesa (Gojūon), ele ocupa a 11.ª posição do alfabeto, entre Ko e Shi.

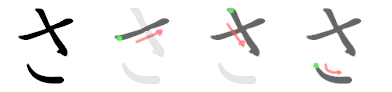
Seqüência de traços para escrita do さ.

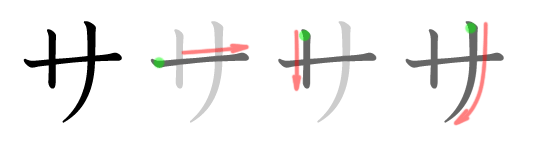
Seqüência de traços para escrita do サ.

| Forma                        | Romaji      | Hiragana        | Katakana        |
| ---------------------------- | ----------- | --------------- | --------------- |
| s- (さ行 sa-gyō)             | sa          | さ              | サ              |
| s- (さ行 sa-gyō)             | saa sā, sah | さあ, さぁ さー | サア, サァ サー |
| Com dakuten z- (ざ行 za-gyō) | za          | ざ              | ザ              |
| Com dakuten z- (ざ行 za-gyō) | zaa zā, zah | ざあ, ざぁ ざー | ザア, ザァ ザー |

## Formas alternativas
No Braile japonês, さ ou サ são representados como:
| ●  | － |
| － | ●  |
| － | ●  |

O Código Morse para さ ou サ é: −・−・−